# Jean-Nicolas Robert
Pour les articles homonymes, voir Robert.
Jean-Nicolas-Joseph Robert (9 avril 1788, Liège - 18 novembre 1858, Liège) est un industriel, banquier et homme politique belge.

## Biographie
Jean-Nicolas Robert est le fils de Jean Robert, banquier et exploitant des mines de charbon, et de Marie-Anne Hardy. Il épouse Marie-Elisabeth Closset.
Il devient banquier et distillateur.
Il est conseiller communal de Liège de 1834 à 1845 et échevin de 1834 à 1836. Il est conseiller provincial de 1836 à 1848.
En 1851, il devient sénateur libéral de l'arrondissement de Liège et occupe ce mandat jusqu'en 1856.

## Fonctions politiques
- Échevin de Liège (1834-1836)
- Conseiller provincial de la Province de Liège (1836-1848)
- Conseiller communal de Liège (1840-1845)
- Membre du Sénat belge (1851-1856)

## Sources
- Académie Royale de Belgique, Nouvelle biographie nationale, volume 2, 1990
- André Cordewiener, Organisations Politiques et Milieux de Presse en Regime Censitaire, 1978
- R. Devuldere, Biografisch repertorium der Belgische parlementairen, senatoren en volksvertegenwoordigers 1830 tot 1.8.1965, Gent, 1965, p. 1680.
- De Paepe, Raindorf-Gérard, Le Parlement Belge 1831-1894. Données Biographiques, Brussel, Académie Royale de Belgique, 1996, p. 485-486.
- Nicole Caulier-Mathy, Nicole, Robert, Jean-Nicolas, in : Nouvelle Biographie Nationale, Académie Royale des Sciences, des Lettres et des Beaux-Arts, II, 1990, p. 316-317.

- Notice dans un dictionnaire ou une encyclopédie généraliste :   - Biographie nationale de Belgique